# Liste der Bodendenkmäler in Taufkirchen (bei München)
Auf dieser Seite sind die Bodendenkmäler in der oberbayerischen Gemeinde Taufkirchen zusammengestellt. Diese Tabelle ist eine Teilliste der Liste der Bodendenkmäler in Bayern. Grundlage ist die Bayerische Denkmalliste, die auf Basis des Bayerischen Denkmalschutzgesetzes vom 1. Oktober 1973 erstmals erstellt wurde und seither durch das Bayerische Landesamt für Denkmalpflege geführt wird. Die folgenden Angaben ersetzen nicht die rechtsverbindliche Auskunft der Denkmalschutzbehörde.

## Bodendenkmäler der Gemeinde

### Oberhaching
| Lage                   | Objekt | Akten-Nr.     | Bild |
| ---------------------- | --- | ------------- | ---- |
| Oberhaching (Standort) | Siedlung vor- und frühgeschichtlicher Zeitstellung.                                                              | D-1-7935-0052 |      |
| Oberhaching (Standort) | Bestattungsplatz mit Kreisgräben und Siedlung vor- und frühgeschichtlicher Zeitstellung. Siehe auch: Kreisgraben | D-1-7935-0145 |      |

### Taufkirchen
| Lage                                                  | Objekt | Akten-Nr.     | Bild           |
| ----------------------------------------------------- | --- | ------------- | -------------- |
| Taufkirchen (Standort)                                | Siedlung frühen Bronzezeit, der Spätbronze-/Urnenfelderzeit, der Späthallstatt-/Frühlatènezeit, der mittleren bis späten Làtenezeit, Villa rustica der römischen Kaiserzeit sowie Körpergräber des Endneolithikums (Glockenbecherkultur) und der frühen Latènezeit. Siehe auch: Bronzezeit, Urnenfelderzeit, Hallstattzeit, Villa rustica, Römische Kaiserzeit, Körpergrab, neolithikum, Glockenbecherkultur, Latènezeit | D-1-7935-0055 |                |
| Taufkirchen (Standort)                                | Siedlung und Körpergräber der späten römischen Kaiserzeit sowie Siedlung des frühen Mittelalters. Siehe auch: Mittelalter | D-1-7935-0060 |                |
| Taufkirchen (Standort)                                | Körpergräber des frühen Mittelalters. | D-1-7935-0061 |                |
| Taufkirchen (Standort)                                | Körpergräber des frühen Mittelalters. | D-1-7935-0062 |                |
| Taufkirchen (Standort)                                | Siedlung der Bronzezeit, der Urnenfelderzeit und des frühen bis hohen Mittelalters. | D-1-7935-0063 |                |
| Taufkirchen (Standort)                                | Siedlung der Bronzezeit sowie Siedlung und Körpergräber des frühen Mittelalters. | D-1-7935-0064 |                |
| Taufkirchen (Standort)                                | Siedlung vor- und frühgeschichtlicher Zeitstellung. | D-1-7935-0065 |                |
| Taufkirchen (Standort)                                | Siedlung vorgeschichtlicher Zeitstellung, unter anderem der Bronzezeit, der Urnenfelderzeit, der Hallstattzeit und der späten Latènezeit. | D-1-7935-0137 |                |
| Taufkirchen (Standort)                                | Siedlung der Urnenfelderzeit und der Hallstatt- oder Latènezeit. | D-1-7935-0142 |                |
| Taufkirchen (Standort)                                | Siedlung der Bronzezeit, der Hallstattzeit, der Latènezeit und des frühen Mittelalters sowie Körpergräber der mittleren Latènezeit. | D-1-7935-0143 |                |
| Taufkirchen (Standort)                                | Bestattungsplatz mit Kreisgräben vorgeschichtlicher Zeitstellung. | D-1-7935-0257 |                |
| Taufkirchen Ritter-Hilprand-Straße 2 und 4 (Standort) | Untertägige mittelalterliche und frühneuzeitliche Befunde im Bereich der Katholischen Pfarrkirche St. Johann Baptist in Taufkirchen und ihrer Vorgängerbauten sowie Siedlung des frühen bis späten Mittelalters | D-1-7935-0290 | weitere Bilder |
| Taufkirchen (Standort)                                | Körpergräber vor- und frühgeschichtlicher Zeitstellung. | D-1-7935-0292 |                |
| Taufkirchen (Standort)                                | Siedlung und Körpergräber des frühen, älteren und hohen Mittelalters. | D-1-7935-0294 |                |
| Taufkirchen (Standort)                                | Reihengräberfeld des frühen Mittelalters. Siehe auch: Reihengrab | D-1-7935-0316 |                |
| Taufkirchen (Standort)                                | Siedlung und Körpergräber vor- und frühgeschichtlicher Zeitstellung. | D-1-7935-0317 |                |
| Taufkirchen (Standort)                                | Siedlung der Urnenfelderzeit. | D-1-7935-0324 |                |
| Taufkirchen (Standort)                                | Siedlung vorgeschichtlicher Zeitstellung. | D-1-7935-0332 |                |